# 郴义县
郴义县，中国古县名。
五代马楚改义昌县置，治所在今湖南省汝城县泉水镇石塘村。属郴州，后改郴州为敦州。北宋太平兴国元年（976年），改名桂阳县。